# Internado Nacional Cicognini
El Internado Nacional Cicognini (en italiano: Convitto Nazionale "Francesco Cicognini) es la escuela más antigua de Prato, Italia construida alrededor de 1692 como una obra de los jesuitas, siguiendo el legado de Francesco Cicognini. El instituto se compone de escuelas primarias y secundarias, incluyendo la histórica escuela primaria donde estudió Gabriele d'Annunzio y Curzio Malaparte. El internado Cicognini Nacional de Prato es la institución educativa más antigua de la ciudad. Fundada en 1692 por los padres jesuitas, fue el centro de la cultura en el Gran Ducado de Toscana, el Reino de Italia y la República Italiana. El Internado Nacional sigue siendo un centro cultural y de formación en Italia, con una influencia significativa en la Toscana y el área metropolitana de Prato-Florencia-Pistoia.